# Cerkiew Dziewięciu Męczenników z Kyziku w Moskwie
Cerkiew Dziewięciu Męczenników z Kyziku – prawosławna cerkiew w dekanacie centralnym eparchii moskiewskiej miejskiej Rosyjskiego Kościoła Prawosławnego.

## Historia

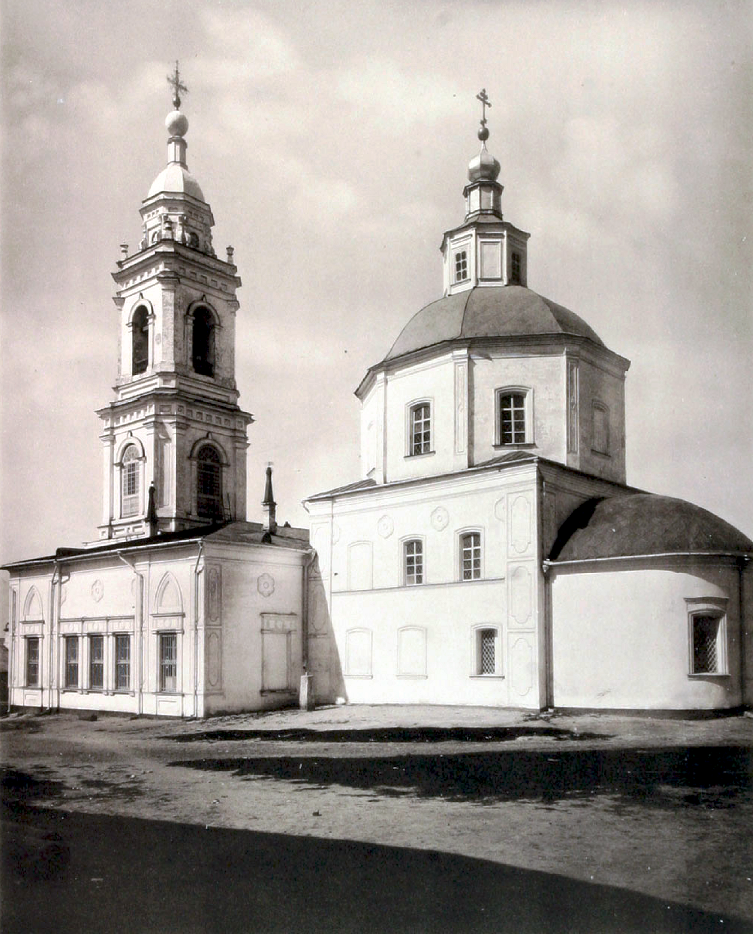
Cerkiew w 1882

### XVII–XX w.
Pierwsza cerkiew na miejscu dzisiejszej świątyni została zbudowana z inicjatywy patriarchy moskiewskiego i całej Rusi Adriana, gorliwego czciciela Dziewięciu Męczenników z Kyziku. Adrian uważał, że to za wstawiennictwem tych świętych w 1685 ustała epidemia w Kazaniu (gdzie był wówczas metropolitą). W 1696, gdy hierarcha ciężko zachorował, obiecał wznieść cerkiew pod tym samym wezwaniem, jeśli wyzdrowieje. Kiedy jego stan uległ poprawie, duchowny spełnił swoją zapowiedź. Pierwsza cerkiew Dziewięciu Męczenników (Teognida, Rufa, Antypatra, Teosticha, Artemy, Magna, Teodota, Faumazjusza i Filimona) była wzniesiona z drewna i została ukończona w 1698. Nowy obiekt sakralny na jej miejscu powstał w latach 1732–1735 na wniosek służącego w cerkwi ks. Michaiła Timofiejewa, w ocenie którego świątynia ufundowana przez Adriana była już w zbyt złym stanie technicznym.
W 1838 z fundacji Warwary Czeliszczewej i Warwary Niewskiej cerkiew została poszerzona o ołtarz św. Barbary, zaś w 1844 do cerkwi dostawiono trójkondygnacyjną dzwonnicę, na której w końcu XIX w. znajdowało się 8 dzwonów. Wcześniej, w 1860, w świątyni umieszczono czterorzędowy ikonostas, zaś w latach 1860–1864 wykonano na jej ścianach freski. W cerkwi znajdowało się 150 ikon; najstarsze pochodziły jeszcze z pierwszej, drewnianej budowli wzniesionej z polecenia patriarchy Adriana. Jego fundacją była ikona patronalna z 1693. Nowe freski powstały w cerkwi na przełomie XIX i XX w..

### Okres radziecki
Część cennego wyposażenia została skonfiskowana z cerkwi w czasie akcji konfiskaty majątku ruchomego Cerkwi, natomiast w 1929 świątyni odebrano jej najcenniejsze elementy wyposażenia: siedemnastowieczne ikony św. Paisjusza oraz św. Aleksego, kopię Włodzimierskiej Ikony Matki Bożej oraz Tichwińskiej Ikony Matki Bożej z XVIII w., wizerunki powstałe w Palechu w XIX w. oraz szaty liturgiczne z tego samego stulecia. Inne ikony, w tym patronalną, wierni wynieśli ze świątyni już wcześniej. Ikona Dziewięciu Męczenników z Kyziku znalazła się w cerkwi Narodzenia św. Jana Chrzciciela w rejonie Priesnienskim. Budynek świątyni przekazano miejskiemu więzieniu dla kobiet. Następnie obiekt przeszedł na własność OGPU i służył jako miejsce egzekucji przez rozstrzelanie, przez co zaczął być popularnie określany jako Rasstrielnyj chram. W latach 70. XX wieku budowlę przekazano przedsiębiorstwu „Giprobytprom”. Nie pełniąc przez dekady funkcji sakralnych, cerkiew została całkowicie przebudowana wewnątrz. Dopiero w latach 1976–1979 została częściowo odrestaurowana (z zewnątrz), na jej kopułach ponownie pojawiły się krzyże. Mimo to jeszcze w 1990 w budynku mieścił się magazyn.

### Po 1991
Rosyjski Kościół Prawosławny odzyskał cerkiew w 1992. Nowe straty budynek poniósł w 1993 w czasie kryzysu konstytucyjnego; na ścianach obiektu nadal widoczne są ślady po kulach. Pierwsza Święta Liturgia po dziesięcioleciach zniszczeń miała miejsce w święto Wjazdu Pańskiego do Jerozolimy (Niedziela Palmowa) 24 kwietnia 1994. Pod kierunkiem proboszcza parafii protoprezbitera Antoniego Sierowa budowla została odremontowana: odnowiono ocalałe fragmenty fresków i wykonano nowe malowidła. Do cerkwi uczęszcza ok. 800 osób.

## Związani z cerkwią
Jako uczeń pensji dla chłopców z rodzin szlacheckich, a następnie student, parafianinem cerkwi Dziewięciu Męczenników z Kyziku był Aleksandr Gribojedow.
W latach po rewolucji październikowej w świątyni służył przyszły biskup rostowski, święty Rosyjskiego Kościoła Prawosławnego poza granicami Rosji, Eugeniusz (Kobranow).